# Steve Turre

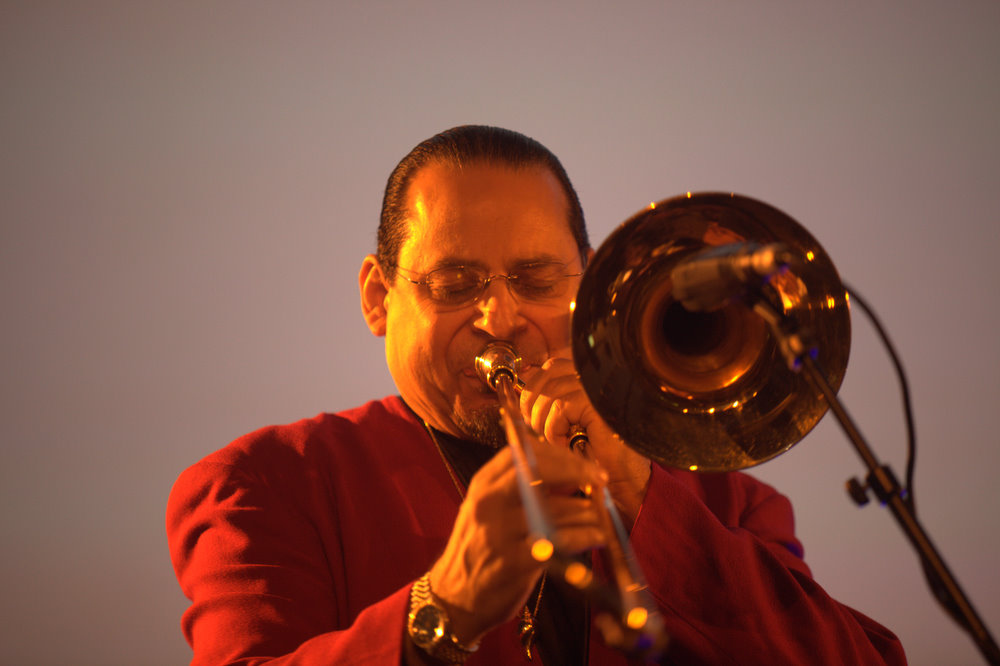
Steve Turre (2010)

Steve Turre, auch Steve Turré, (* 12. September 1948 in Omaha, Nebraska, USA) ist ein amerikanischer Jazz-Musiker und spielt vor allem Posaune, daneben auch auf Schneckenhörnern.

## Leben und Werk
Steve Turre wuchs in Kalifornien auf und studierte von 1968 bis 1969 Musik an der North Texas State University. Seit 1968 spielte er sporadisch mit Rahsaan Roland Kirk und nahm 1970 in San Francisco mit der Latin-Rock-Gruppe Santana auf. Nach einer Tour mit Ray Charles 1972 arbeitete er mit Woody Herman, um dann 1973 mit Art Blakeys Jazz Messengers nach New York zu gehen, als auch mit dem Thad Jones/Mel Lewis Orchestra eine Europatournee zu bestreiten. Von 1974 bis 1976 machte Turre Aufnahmen mit Chico Hamilton, sowohl auf Posaune als auch elektrischer Gitarre. 1974 spielte er auch bei Woody Shaw Posaune. Nach der erneuten Arbeit mit Kirk, während der er erstmals begann, mit Muscheln zu experimentieren, war Turre Mitglied und Arrangeur bei Slide Hamptons „World of Trombones“. Darüber hinaus komponierte und arrangierte er für Max Roach, leitete sein eigenes Quartett und tourte mit dem Pianisten Cedar Walton. Im Jahre 1980 kehrte er wiederum zu Woody Shaws Quintett zurück, wo er bis 1985 blieb. Er konzertierte mit McCoy Tyner, Dexter Gordon, Slide Hampton, Poncho Sanchez, Hilton Ruiz und Tito Puente. Im Jahre 1987 trat er Dizzy Gillespies United Nations Orchestra bei und spielte regelmäßig bei Lester Bowies Brass Fantasy. Zu hören ist er auch auf Gerald Cannons Album Live at Dizzy’s Club: The Music of Elvin & McCoy (2024).

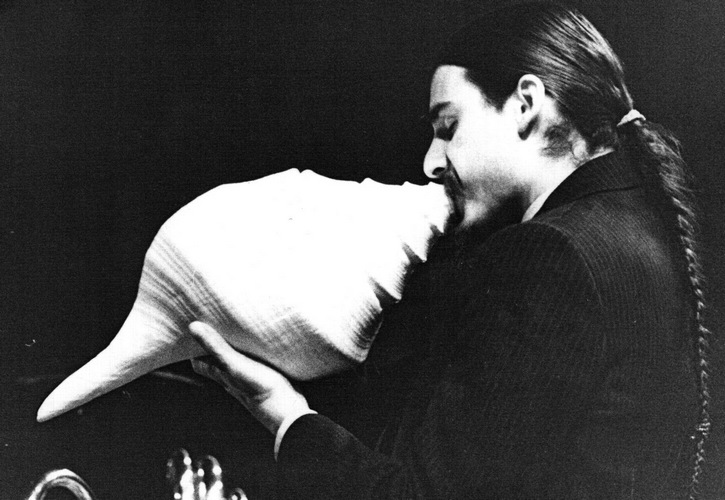
Steve Turré in Frankreich, 1976

Zusammen mit der Gruppe Sanctified Shells – einer Gruppe aus vier Posaunisten (gedoppelt auf Schneckenhörnern), dem Trompeter E. J. Allen und einer Rhythmusgruppe – trat Turre auf dem Monterey Jazz Festival auf und nahm eine vielbeachtete CD auf. „Historisch gesehen“, bemerkt er über dieses Naturhorn, das seinetwegen in den Down-Beat-Polls der 1990er Jahre an der Spitze der Kategorie Miscellaneous Instruments auftauchte, „ist die Muschel der Ursprung der Posaune. Für mich jedoch ist sie eine Erweiterung der Posaune, weil ich die Posaune ja zuerst gespielt habe.“
Seit 1988 gehört Turre zu den Dozenten der Manhattan School of Music. Er war von 1978 bis 2012 mit der Cellistin Akua Dixon verheiratet. Aus der Ehe gingen die gemeinsamen Kinder Andromeda Turre (Jazzsängerin) und Orion Turre (Schlagzeuger) hervor.
Zu seinen Geschwistern gehört der Schlagzeuger Peter Turre (1957–2022).

## Schneckenhörner im Jazz
Erstmals im Jahre 1974 ließ sein Mentor Woody Shaw Turre auf dem Album Moontrane zu einem Latinstück ein Intro beisteuern, welches auf fälschlicherweise immer als Muscheln identifizierten Schneckenhörnern gespielt wurde. Mit 18 Jahren hörte Turre den Saxophonisten Rahsaan Roland Kirk, der eine „Seemuschel“ mit einem langanhaltenden gleichbleibenden Ton in Zirkularatmung blies. Er schaffte es damit, eine besondere Form der Spiritualität zu schaffen, ganz im Sinne seines Konzeptes, mit neuen Klangquellen zu experimentieren.
Turre betont, dass man ein Schneckenhorn nur mit vibrierenden Lippen zum Klingen bringt, jedoch nicht hineinsingen solle. Sie erzeugen dann einen der menschlichen Stimme sehr ähnlichen Klang. Dabei erwähnt Turre den deutschen Jazz-Posaunisten Albert Mangelsdorff, der auf der Posaune „singen“ konnte und somit einen den Schneckenhörnern ähnlichen Klang hervorrufen konnte.
Turre benutzt Schneckengehäuse verschiedener Größen, um den Tonumfang zu vergrößern. Er greift in sie hinein und variiert damit den Klang und die Tonhöhe. Jede Schnecke sei einzigartig und klinge anders, so Turre. Gerade die eingeschränkten Möglichkeiten stehen laut Turre für das Einfache, Machbare und einen bestimmten Moment in der Musik. Das habe ihn auch in der Entwicklung seines Posaunenspiels beeinflusst.
Die Schneckengehäuse sucht er nicht selber, er kauft sie ein. Turre besitzt eine Sammlung mit einer Vielzahl von verschiedenen Schneckengehäusen. Manche Arten stehen unter Artenschutz und müssen von zertifizierten Händlern gekauft werden. Laut Turre sind am Strand gefundene Gehäuse nicht zu gebrauchen, da Wasser, Sand und Witterung Löcher und Risse in Gehäusewänden hinterlassen. Die raue Oberfläche behandelt er am Mundansatz lippenfreundlich und formt mit Acryl eine Art Mundstück.

## Auszeichnungen
1998, 1999, 2001, 2002 und 2006 gewann er den Down Beat-Leserpoll als bester Posaunist. Für sein Lebenswerk ist er der Empfänger der German Jazz Trophy 2023.

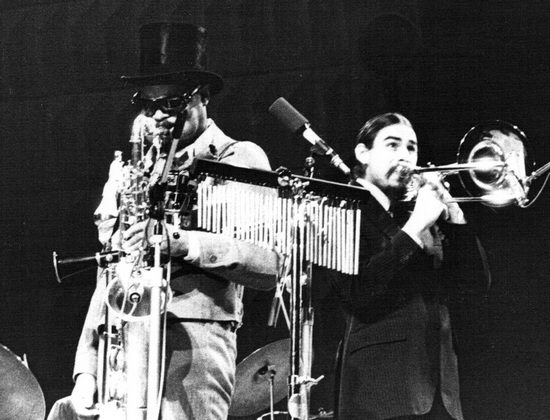
Rahsaan Kirk und Steve Turre (Paris 1976)

## Diskographie
- 1987: Viewpoints and Vibrations (Stash)
- 1988: Fire and Ice (Stash)
- 1991: Right There (Antilles)
- 1995: Rhythm Within (Antilles) mit Herbie Hancock, Pharoah Sanders
- 1997: Steve Turre (Verve Records)
- 1999: Lotus Flower (Verve)
- 1999: In the Spur of the Moment (Telarc)
- 2000: TNT (Trombone-N-Tenor) (Telarc)
- 2003: One4J (Telarc)
- 2004: The Spirits Up Above (HighNote Records)
- 2006: Keep Searchin (HighNote)
- 2008: Rainbow People (HighNote)
- 2010: Delicious and Delightful (HighNote)
- 2013: The Bones of Art (HighNote, mit Steve Davis, Robin Eubanks, Frank Lacy, Xavier Davis, Peter Washington, Willie Jones III)
- 2015: Spiritman (Smoke Sessions Records)
- 2016: Colors for the Masters (Smoke Sessions Records)
- 2018: The Very Thought of You (Smoke Sessions Records)
- 2022: Generations (Smoke Sessions Records)[5]
- 2024: Sanyas (Smoke Sessions Records; Live-Album)

## Lexikalische Einträge
- Leonard Feather, Ira Gitler: The Biographical Encyclopedia of Jazz. Oxford University Press, New York 1999, ISBN 0-19-532000-X.
- Martin Kunzler: Jazz-Lexikon. Band 2: M–Z (= rororo-Sachbuch. Bd. 16513). 2. Auflage. Rowohlt, Reinbek bei Hamburg 2004, ISBN 3-499-16513-9.

## Einzelbelege
1. ↑  zit. n. Kunzler Jazzlexikon
2. ↑  The Central Brooklyn Jazz Festival with Akua Dixon (Memento vom 28. August 2015 im Internet Archive), Jazzradio jazz24.org vom 16. Juni 2015, abgerufen am 29. August 2015
3. ↑  Jazz thing Nr. 86, 11.2010 - 01.2011, S. 96
4. ↑  German Jazz Trophy 2023 geht an Steve Turré. In: Jazzzeitung. 28. Januar 2023, abgerufen am 1. Februar 2023.
5. ↑  Ssirius W. Pakzad: Steve Turre Generations (Smoke Sessions Records/Membran). In: Jazz thing. 12. Dezember 2022, abgerufen am 12. Dezember 2022.

| Personendaten    | Personendaten               |
| ---------------- | --------------------------- |
| NAME             | Turre, Steve                |
| ALTERNATIVNAMEN  | Turré, Steve                |
| KURZBESCHREIBUNG | amerikanischer Jazz-Musiker |
| GEBURTSDATUM     | 12. September 1948          |
| GEBURTSORT       | Omaha, Nebraska, USA        |